# Appuntamento al tubo
Appuntamento al tubo è una situation comedy italiana andata in onda su Raisat Smash nel 2008 e ritrasmessa su Rai Gulp nel 2010.

## Trama
I Protagonisti sono sette ragazzi di età compresa tra i 9 e i 13 anni (Shake, ragazzo con la passione dell'hip hop; Rebecca, intelligente e studiosa; Tatù, dolce e positiva; Giulietta, snob e amante della moda; Angelo, fratello di Giulietta, ossessionato dai videogiochi; Sara, tosta e sportiva; Raffaele “Pollo”, ingenuo ma anche il più fantasioso) che si incontrano in un cortile dove vi è un tubo da parco giochi con sopra un murale. Qui si confrontano con piccole difficoltà quotidiane quali i primi amori o un compito in classe.

## Protagonisti
- Shake: Un ragazzo che ama l'Hip hop, ama fare il spaccone, ma è un buon amico, non va molto d'accordo con Rebecca.
- Rebecca: La secchiona del gruppo, ha un po' la reputazione dell'essere noiosa, non va molto d'accordo con Shake.
- Tatù: Il suo vero nome è Tatiana, è una ragazza solare, amichevole e molto positiva.
- Sara: E' un maschiacco, tosta è un pò suscettibile, è la migliore amica di Rebecca.
- Giulietta: E' la più grande del gruppo, è un pò vanitosa, ama la moda e le piace leggere le riviste e partecipare a concorsi di moda e danza.
- Angelo: E' il fratello minore di Giulietta, con la quale non va molto d'accordo, adora giocare hai videogiochi.
- Pollo: Il suo vero nome è Raffaele, è il più piccolo del gruppo, infatti è molto ingenuo e infantile, ha una grande immaginazione, è il migliore amico di Angelo.

## Episodi
1. L'apparecchio
2. Maschi contro femmine
3. Una questione di antipatia
4. Zora
5. Vietato ai minori
6. Lezioni di rimorchio
7. Un nuovo videogame
8. Un messaggio d'amore
9. La paghetta
10. Miss merendina biologica
11. Madama Zebedè
12. L'equivoco
13. Double face
14. In e out
15. Saranno famosi
16. Il bullo
17. Il compito in classe
18. Il diario segreto
19. Riciclare è bello
20. Usciamo?

## Curiosità
- Nella serie, a parte i protagonisti, gli unici altri personaggi che appaiono sono Angie, un'amica di Giulietta (solamente nell'episodio 15) ed il bullo Ganascia di cui però vengono solo fatte vedere le gambe ed i piedi e viene fatta sentire la voce (solo episodio 16).[1]
- La serie, essendo stata trasmessa nel periodo del declino finale del canale, venne cancellata solo dopo una stagione per via degli scarsi ascolti, nonostante avesse ottenuto ottime recensioni sia dalla critica sia dagli spettatori.